# Palazzo Cappello Layard
Palazzo Cappello Layard è un palazzo veneziano collocato nel sestiere di San Polo e affacciato sul Canal Grande dove confluisce il rio di San Polo, più precisamente tra Palazzo Barbarigo della Terrazza e Palazzo Grimani Marcello.

## Storia
Il palazzo divenne alla fine dell'Ottocento la dimora dell'ambasciatore inglese Austen Henry Layard, insigne archeologo e divenuto celebre per la scoperta della città di Ninive. Egli arricchì l'edificio con una vasta raccolta d'arte, donata dalla moglie alla National Gallery di Londra. Attualmente ospita la sede della sezione Vicino e Medio Oriente e Caucaso del Dipartimento di Studi sull'Asia e sull'Africa Mediterranea dell'Università Ca' Foscari di Venezia.

## Architettura
Si tratta di un palazzo di origine gotica ma sostanzialmente ristrutturato nel al XVI secolo secondo gli stilemi dell'arte rinascimentale per volere dell'allora proprietario, il procuratore di San Marco Antonio Cappello. Un tempo era famoso per i molti affreschi realizzati da Giovanni Battista Zelotti e da Paolo Veronese, andati interamente perduti a causa di un incendio.
Trovandosi sull'incrocio tra più rii, presenta ben tre facciate:
- facciata sul Canal Grande. Nella sua ampiezza appare povera e priva di decorazioni, contraddistinta dalla presenza di un grande numero di monofore. Il primo piano nobile è arricchito da una trifora riquadrata dall'aspetto semplice e lineare, che si apre su una terrazza addossata a Palazzo Grimani Marcello.
- facciata sul Rio delle Erbe. È priva di alcun interesse architettonico e appare molto povera di decorazioni.
- facciata sul Rio di San Polo. Presenta due importanti trifore con balcone e capitelli elaborati affiancate da due coppie di monofore. Tutti gli stemmi e le patere sono imitazioni ottocentesche.

Al centro dell'edificio si sviluppa una piccola corte.

## Antonio Cappello e il ciclo di affreschi di Zelotti e Veronese
Di grande importanza nella storia dell'edificio è stata la decisione del suo ambizioso proprietario, il procuratore di San Marco Antonio Cappello, supervisore di importanti lavori di arte pubblica alla metà del sedicesimo secolo, quali gli esordi delle fabbriche del ponte di Rialto, la committenza dei lavori alla Biblioteca Nazionale Marciana e la costruzione della Scala d'Oro di Palazzo Ducale di curare una sostanziale operazione di rinnovo del palazzo, affidando la ridecorazione degli spazi esterni al duo di Giovanni Battista Zelotti e Paolo Veronese, che avevano già da lui ricevuto importanti commissioni attraverso la comune amicizia con l'architetto veronese Michele Sanmicheli.
Giorgio Vasari ricorda come Paolo Veronese “col medesimo Giovanni Battista Zelotti dipinse ancora la facciata della casa di M. Antonio Cappello che è in Vinezia sopra il Canal Grande”.
Gli affreschi furono descritti più compiutamente da Carlo Ridolfi ne Le Maraviglie dell'Arte (1648) “sopra il gran canale nelle case de Cappelli colorì [Veronese] alcune figure di Cerere, di Pomona, di Pallade & altre deità. Quelle di sopra furono dipinte dall'amico suo Zelotti”.
Ma il ciclo non ebbe vita longeva: era già danneggiato e parzialmente scomparso a causa di un incendio quando venne descritto da Marco Boschini ne Le Ricche Miniere della Pittura Veneziana (1674), e si era persa la memoria dell'affresco di Paolo Veronese: “In capo al Rio, sopra il Canal Grande, la casa Capello è dipinta da Gio: Battista Zelotti Veronese: ma perché fu incendiata, vi restarono alcune figure sotto a certe finestre con diverse dee e in particolare Diana”.
Tuttavia le divinità dipinte dallo Zelotti erano ancora visibili quando nel 1760 Anton Maria Zanetti il giovane diede alle stampe Varie Pitture a fresco de principali maestri Veneziani, e aggiunse alle sue considerazioni sul ciclo affrescato la riproduzione in acquaforte e bulino di quattro delle divinità affrescate ancora visibili, attribuendole allo Zelotti e sostenendo che l'incendio avesse distrutto l'opera del Veronese, che, al contrario di quanto sostenuto dal Ridolfi, si trovava al secondo e non al primo piano nobile.

## Palazzo Cappello e i coniugi Layard

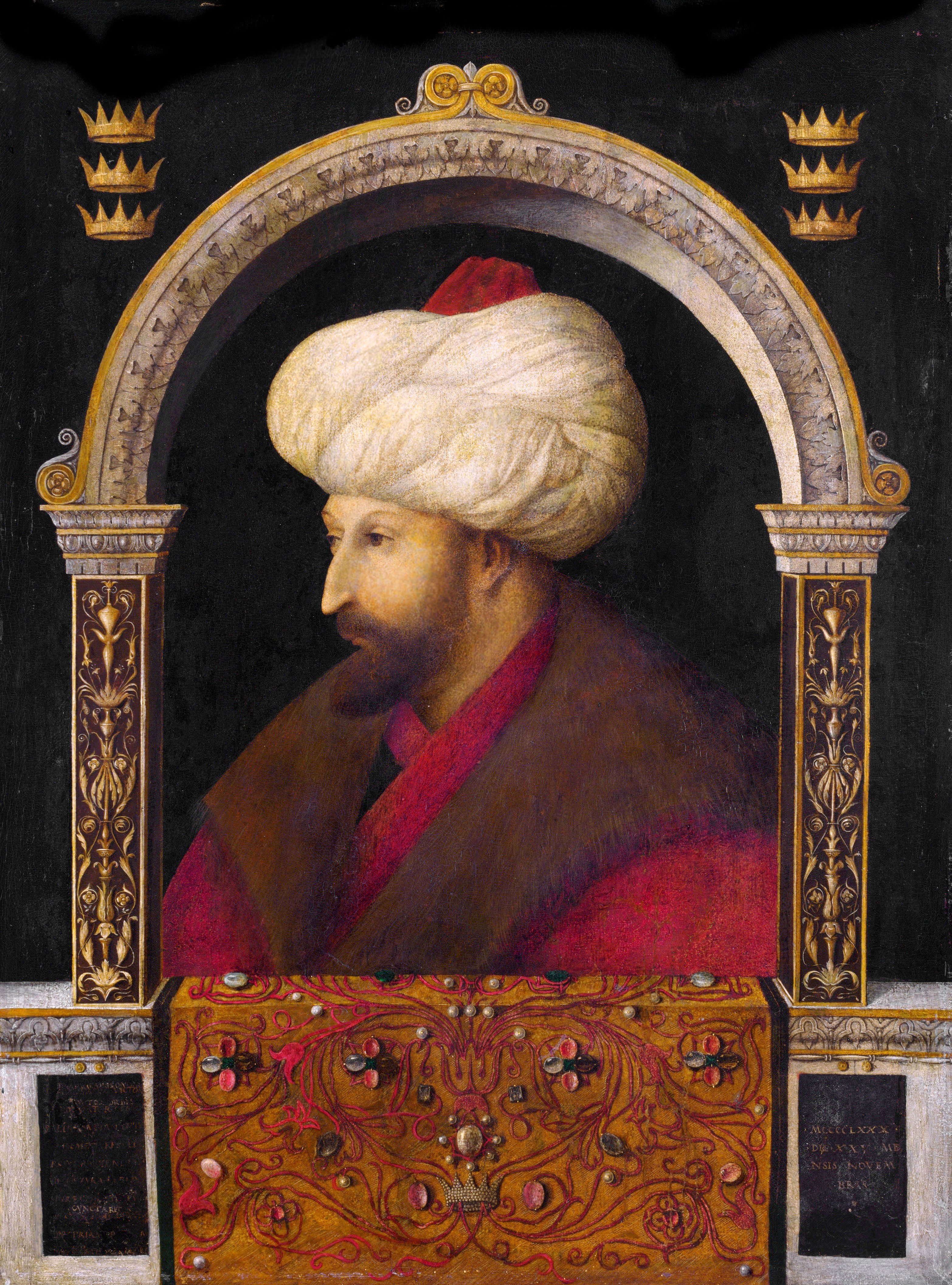
Ritratto di Mehmet II ad opera di Gentile Bellini, c. 1481, 69.9x52.1 cm, National Gallery, Londra, originariamente nella collezione Layard a Ca' Cappello

Ca' Cappello fu acquisita, in una data compresa tra il 1874 e il 1878, dall'archeologo, diplomatico e politico inglese Austen Henry Layard, con l'aiuto del decano della comunità inglese a Venezia, lo storico Rawdon Brown, e accompagnato dalla moglie, l'energetica e più giovane Lady Enid Layard.
Layard, che nel 1875 trasferì a Venezia la sua vasta collezione di opera pittoriche del Rinascimento Italiano, abitò stabilmente nel palazzo dopo essersi ritirato dalla carriera diplomatica mentre era in carica come ambasciatore britannico a Istanbul a seguito di profondi disaccordi con William Gladstone e con il sultano, sino alla sua morte, sopraggiunta a Londra per cancro nel 1894.
A Ca' Cappello Layard effettuò importanti lavori di restauro. Velluti rossi, gialli e verdi coprirono gli interni, e sete spagnole vennero appese fuori dalle monofore e drappeggiate sui balconi, conferendo al palazzo un aspetto immediatamente riconoscibile. Alcuni rilievi assiri dalla sua collezione personale furono incastonati a fianco della scalinata del palazzo assieme ad un bassorilievo ellenistico di soggetto funerario di provenienza Samia. Questi oggetti furono poi donati al Museo Correr nel 1892, e rimpiazzati da quadri a soggetto floreale del pittore napoletano Francesco Lavagna.
Ben più importante fu la collezione di quadri assemblata dai coniugi Layard, che crearono una galleria di grande importanza nel palazzo, il cui pezzo forte fu il ritratto di Mehmet II di Gentile Bellini. La collezione fu successivamente devoluta alla National Gallery di Londra.
Grazie al prestigio di cui godeva, Ca' Cappello si trasformò rapidamente in un luogo d'incontro per “I principali rappresentanti dell'intelligentsia culturale, politica e diplomatica, sia britannica sia internazionale, dell'ultimo quarto del XIX secolo e della prima decade del XX”.
I Layard vennero presto riconosciuti come i principali esponenti della piccolo ma influente comunità inglese a Venezia, anche grazie all'impegno da loro profuso per l'edificazione della Chiesa Anglicana di San Giorgio.
La morte di Austen Henry Layard non affievolì il ruolo sociale di Ca' Cappello, e Lady Layard continuò a fare della casa luogo d'incontro per nobili, scrittori e artisti. Tra I visitatori più frequenti si ricordano John Ruskin e Giovanni Morelli, il poeta Robert Browning, lo storico Horatio Brown, e nobili Veneziani come Annina Morosini, ritenuta la donna più bella a Venezia al tempo, ma che Lady Layard riteneva volgare.
I coniugi Layard ricevettero a Ca' Cappello anche la visita di monarchi. In particolare, Lady Layard manteneva una profonda amicizia con la regina Alessandra e con l'imperatrice consorte di Germania Vittoria (nata a Londra come principessa Victoria Adelaide Marie Luise Saxe-Coburg Gotha). Nel 1898, Lady Gregory, una cara amica di Lady Layard e frequente visitatrice, annotò sul diario come il figlio di Vittoria, il Kaiser Guglielmo II, passando innanzi a Ca' Cappello “riconoscendo Lady Layard sul balcone si toccò il cappello in saluto due o tre volte”. Nel 1911 Lady Layard arrivò addirittura ad ospitare a Ca' Cappello una serie di colloqui privati tra il Kaiser e Lord Kitchener.

## Vicende successive
La morte di Lady Layard nel 1912 e lo scoppio della prima Guerra mondiale misero fine al ruolo di Ca Cappello come principale salone sociale e letterario a Venezia. Il palazzo fu quindi acquisito dalla famiglia Carnelutti e dimora del giurista Francesco Carnelutti, prima di passare all'Università di Venezia Ca' Foscari nel 1967, che tuttora ne detiene la proprietà.

## Controversie
Il palazzo è stato oggetto di un controverso processo di permuta immobiliare avviato nel 2013 dall'allora rettore Carlo Carraro, il quale prevedeva di scambiarlo assieme a Ca' Bembo e Palazzo Cosulich, con un immobile di proprietà del fondo immobiliare Uno Energia in un'operazione alla pari. L'operazione è stata contestata al Comune di Venezia dove era temuta la trasformazione dei palazzi in strutture alberghiere. L'operazione, che ha evitato un'asta di evidenza pubblica, è stata oggetto di contestazione politicamente trasversale, che ha portato a un'interrogazione parlamentare ad opera dei parlamentari di PD e SEL Giulio Marcon, Davide Zoggia, Michele Mognato e Giulia Narduolo e ad un'altra più dura a firma del deputato Lega Nord Emanuele Prataviera. Il rettore aveva invece difeso la dismissione dei palazzi storici nell'ottica di un risanamento dei conti, preannunciando gravi conseguenze per il bilancio nei successivi sei anni, previsione comunque non avveratasi. Favorevole all'alienazione del palazzo era stato anche il parere del sottosegretario all'istruzione Gabriele Toccafondi, per questo oggetto di forti critiche a Venezia.